# Австразия
Австразия (по-рядко наричана Австрия със значение на „източна земя“) се оформя в североизточните дялове на кралството на Меровингите, като се състои от територии, днес принадлежащи на Източна Франция, Западна Германия, на Белгия, Люксембург и Холандия. Столица е градът Метц, въпреки че някои австразийски крале управляват от Реймс, Трир и Кьолн. Исторически терминът Австразия се е отнасял и за Североизточна Италия, противоположно на Неустрия на северозапад.

## История
След смъртта на франкския крал Хлодвиг I през 511 г., неговите четирима сина разделят кралството на баща си, като Теодорих I получава териториите, по-късно познати като Австразия. Той става родоначалник на кралска династия, властвала в Австразия до 555, когато отново е обединена с другите Франкски кралства под властта на Хлотар I, наследил всички франкски владения до 558. Той отново разделя кралството си между своите четирима сина, като след смъртта на Хариберт I през 567 се оформят три компактни монархии: Австразия с крал Сигиберт I, Неустрия с крал Хилперих I, и Бургундия с крал Гунтрам. Тези три кралства дефинират политическия мир на франкските земи до появата на Каролингите и дори след това.
От 567 до смъртта на Сигиберт I през 613, Австразия и Неустрия са в посоянен конфликт, а Бургундия играе умиротворяваща и арбитрираща роля между тях. Тези борби достигат своя връх с войните между Брунхилда и Фредегунда, кралици съответно на Австразия и Неустрия. В края на краищата през 613 г. срещу Брунхилда се надига бунт и тя бива заловена и предадена на краля на Неустрия Хлотар II, неин племенник. Хлотар става крал на обединено за пореден път франкско господарство със столица Париж. През този период за първи път се появява титлата majores domus – майор-дом, или господар на двореца. Титлата се носи от официално лице, служещо като медиатор между краля и хората от различните страни на франките. Първите майор-доми на Австразия се подбират от наследниците на Пипин – Пипинидите, което довежда след бавно и постепенно издигане до това, че те изместват Меровингите от трона.
През 633 крал Дагоберт поставя най-големия си син Сигиберт III на трона на Австразия. Този нов крал е широко известен в историческите среди като roi fainéant или крал-безделник от династията на Меровингите. Дворът му се доминира от майор-доми, като през 657 един от тях, Гримоалд Стари, успява да настани сина си Хилдеберт Осиновения на трона на Австразия, където той властвал до 662. Оттук нататък Австразия е кралство на Пипинидите (Арнулфингите) като де факто майордоми-самодържци и е център на тяхната власт и мощ. В битката при Тертри през 687, Пипин Херисталски побеждава краля на Неустрия Теодорих III и установява майордомството си над всички Франкски земи. Още веднъж, през 718, Австразия трябва да докаже мощта си над Неустрия когато майор-домът Карл Мартел осигурява на меровинга Хлотар IV трона на Австразия след неговата подкрепа във войната с Неустрия. Така, през 719 Франкия се обединява окончателно под австразийска хегемония.

## Владетели на Австразия

### Меровингски крале
- Теодорих I, 511 – 533
- Теудеберт I, 533 – 548
- Теудебалд, 548 – 555
- Хлотар I, 555 – 561
- Сигеберт I, 561 – 575
- Хилдеберт I, 575 – 595
- Теудеберт II, 595 – 612
- Теодорих II, 612 – 613
- Сигеберт II, 613
- Хлотар II, 613 – 623
- Дагоберт I, 623 – 634
- Сигеберт III, 634 – 656
- Хилдеберт Осиновения, 656 – 661
- Хлотар III, 661 – 662
- Хилдерих II, 662 – 675
- Дагоберт II, 675 – 679
- Теодорих III, 679 – 691
- Хлодвиг IV, 691 – 695
- Хилдеберт III, 695 – 711
- Дагоберт III, 711 – 715
- Хилперих II, 715 – 717
- Хлотар IV, 717 – 720
- Хилперих II, 720 – 721 (again)
- Теодорих IV, 721 – 737
- Хилдерих III, 743 – 751

### Майор-доми
- Партемиус, until 548
- Гого, c.567 – 581
- Вандаленус, from 581
- Гундулф, from 600
- Ландрик, until 612
- Варнахар, 612 – 617
- Хуго Австразийски, 617 – 623
- Пипин Ланденски(Пипин I), 623 – 629
- Адалгизел, 633 – 639
- Пипин Ланденски (Пипин I), 639 – 640 (again)
- Ото, 640 – 643
- Гримоалд Стари, 643 – 656
- Вулфоалд, 656 – 680
- Пипин Херисталски(Пипин II), 680 – 714
- Теудоалд, 714 – 715
- Карл Мартел, 715 – 741
- Карломан, 741 – 747
- Пипин Къси(Пипин III), 747 – 751